# Java Agent Development Framework
Java Agent DEvelopment Framework, o JADE, è un framework sviluppato in Java che supporta lo sviluppo di applicazioni distribuite e basate sul paradigma di programmazione ad agenti, fornendo un insieme di servizi di base, conformi allo standard FIPA e necessari alla creazione e al mantenimento di un sistema multiagente.
JADE è un software open source e viene distribuito con licenza LGPL.

## Descrizione della piattaforma
La distribuzione di JADE include un ambiente di runtime, alcune librerie che il programmatore può utilizzare per sviluppare le proprie applicazioni ed alcuni tool grafici per attività di amministrazione e monitoraggio.
Ogni istanza dell'ambiente runtime di JADE è chiamata platform (contenitore) ed al suo interno vi è un main-container ed altri container opzionali ad esso connessi. È possibile avviare più istanze di Jade e dunque più platform. All'interno di ogni platform deve sempre essere attivo lo speciale container main container (container principale). Il main container è, inoltre, il primo container ad essere attivato alla partenza della piattaforma e tutti gli altri container si collegano ad esso al loro avvio.
All'interno del main container, in conformità a quanto previsto da FIPA, sono presenti degli agenti con ruoli speciali deputati alla gestione della piattaforma stessa ed in particolare: 
- Agent Management System (AMS): è il supervisore della piattaforma, controllandone il suo accesso e il suo utilizzo. È responsabile delle operazioni di creazione e terminazione di agenti e container e dell'autenticazione e registrazione degli agenti mediante l'assegnazione ad essi di un AID (Agent IDentifier, identificatore di agente) univoco all'interno della piattaforma stessa. Fornisce, inoltre, il servizio di pagine bianche della piattaforma, mantenendo un elenco di tutti gli agenti che in un certo istante risiedono nella piattaforma stessa e memorizzando per ciascuno di essi il relativo AID.
- Directory Facilitator (DF): fornisce il servizio di pagine gialle della piattaforma, mediante cui un agente può pubblicizzare i propri servizi e/o ricercare servizi offerti da altri agenti.

## Agenti e behaviour
Come precedentemente accennato JADE è stato sviluppato completamente in Java e, pertanto, la creazione di un agente in JADE corrisponde alla definizione di una classe che estende la classe jade.core.Agent.
Gli agenti attivi all'interno di un container JADE sono responsabili dell'esecuzione dei compiti loro assegnati.
In JADE i compiti assegnati ad un agente sono modellati mediante un'astrazione chiamata behaviour (comportamento). Il programmatore può definire specifici behaviour ed assegnarli agli agenti di una piattaforma estendendo la classe jade.core.behaviours.Behaviour. Sono previste due tipologie di behaviour, realizzate come sottoclassi della classe behaviour: i SimpleBehaviour ed i CompositeBehaviour.

## Modello di comunicazione
Uno degli aspetti chiave di un sistema multiagente è la comunicazione. Gli agenti devono, infatti, essere in grado di comunicare gli uni con gli altri, per cooperare, collaborare, negoziare e così via.
Il modello di comunicazione adottato da Jade è l’Asynchronous Message Passing in cui ad ogni agente è associata una coda di messaggi ricevuti dagli altri agenti, aggiornata ogniqualvolta arrivi un nuovo messaggio. Le modalità e le tempistiche di recupero dei messaggi è demandata alla logica applicativa dei singoli agenti.
Il formato dei messaggi scambiati dagli agenti segue le specifiche del linguaggio ACL (Agent Communication Language) definito da FIPA.

## Ontologie
Affinché gli agenti di una piattaforma possano comunicare, è necessario che essi condividano non solo linguaggi e protocolli di comunicazione, ma anche un comune vocabolario di termini utilizzati nei messaggi scambiati. La definizione di tale vocabolario in JADE è basata sul concetto di ontologia che trova frequenti applicazioni nell'ambito dell'intelligenza artificiale e della rappresentazione della conoscenza.
Un'ontologia rappresenta un modo formale per definire un vocabolario comune di concetti relativi ad un preciso dominio, nonché le relazioni che intercorrono tra di essi.
JADE fornisce numerosi strumenti software per la definizione di ontologie.

## JADE per il mobile
JADE-Leap è una versione modificata di JADE che consente l'esecuzione di Agenti JADE su un'ampia gamma di dispositivi che varia dai server ai dispositivi mobili.
In particolare, esistono le seguenti versioni di JADE-Leap: 
- j2se: consente l'esecuzione di JADE-Leap su Personal Computer o Server;
- pjava: consente l'esecuzione di JADE-Leap su dispositivi mobili con piattaforme J2ME CDC;
- midp: consente l'esecuzione di JADE-LEAP su dispositivi mobili che supportano la versione MIDP 1.0 o successiva.

Infine, recentemente è stato distribuito un Add-on di Jade, chiamato JADE-ANDROID Add-On, che consente l'utilizzo di JADE-Leap su sistema operativo Android.
Un primo esempio delle potenzialità offerte dall'add-on JADE-Android è rappresentato da jChat, un'applicazione open source basata sul paradigma ad agenti.  jChat consente la comunicazione con i  contatti registrati sul proprio dispositivo ed aventi lo stesso software, mediante diversi canali, quali telefonata, chat testuale e messaggi SMS. Inoltre, jChat visualizza contemporaneamente in tempo reale sia la propria posizione, sia la posizione degli altri contatti sulle mappe di Google.